# Михальченко, Дмитрий Павлович
Дми́трий Па́влович Миха́льченко (род. 20 апреля 1972, Ленинград) — бывший генеральный директор холдинговой компании «Форум».

## Биография

### Ранние годы
Дмитрий Михальченко родился 20 апреля 1972 года в Ленинграде. После окончания Санкт-петербургского техникума морского приборостроения он переехал в Великие Луки, где работал на местном мясокомбинате и вскоре занял пост коммерческого директора данного предприятия. Затем Михальченко переехал на Украину, где участвовал в открытии от мясокомбината фирмы, а после этого стал совладельцем комбината (позже, решив попробовать себя в других сферах деятельности, он продал свою долю бизнесмену Владимиру Абрамовичу Подвальному).
С конца 1990-х годов Дмитрий Михальченко сотрудничал с Октябрьской железной дорогой, став одним из поставщиков оборудования для данного предприятия. В начале 2000-х годов он стал генеральным директором автономной некоммерческой организации «Управление делами регионального общественного фонда программ управления ФСБ по Санкт-Петербургу и Ленинградской области» — в качестве учредителя данной АНО выступал региональный общественный фонд поддержки ФСБ и СВР. Этому предшествовало знакомство с тогдашним первым заместителем главы питерского управления ФСБ Николаем Негодовым. По собственным словам, сам Михальченко никогда не служил в силовых ведомствах. В мае 2001 года управление Октябрьской железной дорогой передало АНО «Управление делами…» права на аренду всех вокзальных территорий в Санкт-Петербурге: организация приступила к реконструкции привокзальных территорий и вдвое увеличила размер арендной платы для частных торговцев.

### ХК «Форум»
В 2001 году Михальченко основал и возглавил многопрофильный холдинг «Форум», ставший к 2016 году одним из крупнейших в северной столице. В холдинг входили несколько десятков компаний и предприятий: глубоководный порт Бронка, «Балтстрой» (специализирующаяся на строительстве и реставрации), ассоциация охранных предприятий «Магистраль», завод «Измерон» (производящий скважинное оборудование для нефтегазового сектора), Прядильно-ниточный комбинат имени Кирова (выпускающий более половины российских швейных ниток), несколько ресторанов и баров (включая «Buddha Bar», «Tse Fung» и «Il Lago dei Cigni»), поставщик IT-услуг «Интерфорум», юридическое агентство «Форум», а также санкт-петербургские эксклюзивные дистрибуторы ряда итальянских и французских марок одежды класса люкс. В 2016 году к ресторанному подразделению компании предполагалось добавить ещё один ресторан-франшизу — немецкую пивоварню «Hofbrauhaus».
По данным федерального казначейства, в период с 2010 по 2015 годов компании и структуры, входившие в «Форум», получили из федерального и региональных бюджетов РФ всего около 105 миллиардов рублей.
В конце 2017 года управляющие функции по отношению к бизнесам, ранее входившим в «Форум», приобрела ООО «Бронка групп», из-за чего Дмитрий Михальченко потерял контроль над всеми своими крупными активами (кроме Прядильно-ниточного комбината им. С. М. Кирова). В мае 2019 года была начата процедура ликвидации ХК «Форум».

### Порт Бронка
В 2008 году в Санкт-Петербурге стартовал проект создания многофункционального морского перегрузочного комплекса (ММПК) «Бронка». В рамках данного комплекса предполагалось построить контейнерный терминал (мощностью 1,9 миллиона контейнеров в год) и терминал накатных грузов (на 260 тысяч единиц техники ежегодно). Общая стоимость проекта оценивалась в 58,9 миллиарда рублей, из которых 43,7 миллиарда должны были составить средства инвестора, а еще 15,2 миллиардов должен был выделить федеральный бюджет (на дноуглубительные работы и строительство подходного канала). Дмитрий Михальченко являлся одним из главных инвесторов всего проекта. Экспертами отмечалось, что порт Бронка находится в непосредственной близости от города Санкт-Петербурга, его Кольцевой автодороги и железнодорожных подходов.
В октябре 2015 года на выставке «Таможенная служба 2015» в «Экспоцентре» на Красной Пресне Валентине Матвиенко был представлен доклад Дмитрия Михальченко о завершающей стадии строительства первой очереди порта. 29 октября в Смольном под председательством вице-губернатора Санкт-Петербурга Игоря Албина — с участием Михальченко — состоялось совещание по реализации проекта строительства многофункционального морского перегрузочного комплекса «Бронка». В ноябре Михальченко вошел в тройку лучших топ-менеджеров Санкт-Петербурга — по версии проекта «Топ-100» — за работу по запуску проекта «Порт Бронка», в который было вложено около 60 миллиардов рублей. 
В 2016 году (после ареста Михальченко) порт Бронка работал только на 7 % от своих мощностей.

### Арест
30 марта 2016 года Дмитрию Михальченко предъявили обвинение в контрабанде алкоголя. 28 декабря 2018 Басманный суд Москвы признал Михальченко виновным в совершении преступления, предусмотренного п. «а» ч. 2 ст. 200.2 УК РФ, и приговорил его к четырём годам и семи месяцам колонии общего режима.
30 июля 2018 года Михальченко было предъявлено ещё одно обвинение — по 210-й статье УК РФ «Организация преступного сообщества». 28 июня 2022 года Второй Западный окружной военный суд приговорил Дмитрия Михальченко к 20 годам лишения свободы в колонии строгого режима.